# 拉格雷勒
拉格雷勒（法語：La Gresle，法語發音：[la gʁɛl]）是法国卢瓦尔省的一个市镇，位于该省东北部，属于罗阿讷区。

## 地理
拉格雷勒（46°4'32"N, 4°16'56"E）面积14.75 平方千米，位于法国奥弗涅-罗讷-阿尔卑斯大区卢瓦尔省，该省份为法国中南部省份，北起顺时针与索恩-卢瓦尔省、罗讷省、伊泽尔省、阿尔代什省、上盧瓦爾省、多姆山省和阿列省接壤。
与拉格雷勒接壤的市镇（或旧市镇、城区）包括：瑟沃兰日、蒂济莱布尔、库图夫尔、雅尔诺斯、蒙塔尼、库尔。
拉格雷勒的时区为UTC+01:00、UTC+02:00（夏令时）。

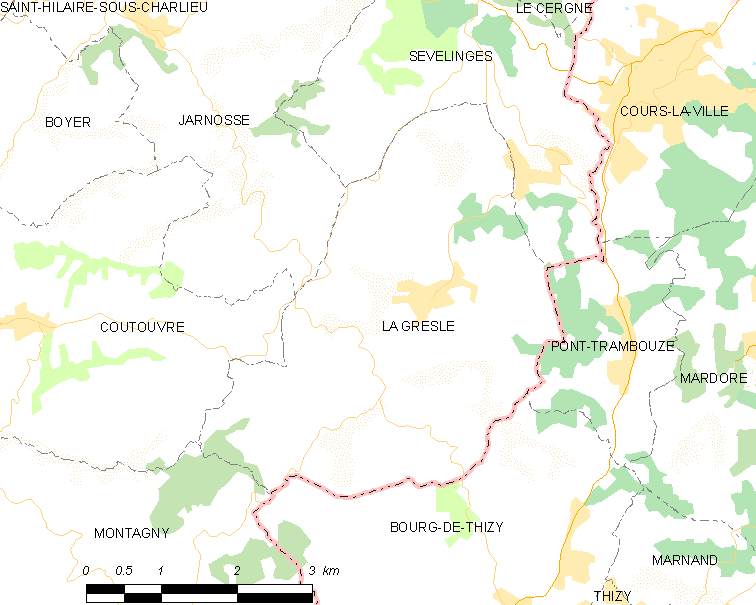
拉格雷勒的OSM定位图

## 行政
拉格雷勒的邮政编码为42460，INSEE市镇编码为42104。

## 政治
拉格雷勒所属的省级选区为沙尔略县。

## 人口

1962-2008年间拉格雷勒人口变化图示

拉格雷勒于2022年1月1日时的人口数量为849人。